# Граешница
Граешница (мкд. Граешница) је насеље у Северној Македонији, у јужном делу државе. Грајешница припада општини Битољ.

## Географија
Насеље Граешница је смештено у крајње јужном делу Северне Македоније, близу државне границе са Грчком (3 km јужно од насеља). Од најближег већег града, Битоља, насеље је удаљено 16 km јужно.
Граешница се налази у југозападном делу Пелагоније, највеће висоравни Северне Македоније. Насељски атар је равничарски на истоку, док у западном делу издиже планина Баба. Надморска висина насеља је приближно 690 метара.
Клима у насељу је умереноконтинентална.

## Становништво
Граешница је према последњем попису из 2021. године имала 202 становника.
| Национални састав према попису из 2021.‍ | Национални састав према попису из 2021.‍ | Национални састав према попису из 2021.‍ | Национални састав према попису из 2021.‍ | Национални састав према попису из 2021.‍ |
| --------------------------------------- | --------------------------------------- | --------------------------------------- | --------------------------------------- | --------------------------------------- |
|                                         |                                         |                                         |                                         |                                         |
| Албанци                                 | Албанци                                 |                                         | 190                                     | 94,1%                                   |
| Македонци                               | Македонци                               |                                         | 7                                       | 3,5%                                    |

Већинска вероисповест је ислам, а мањинска православље.